# Afrikaans kampioenschap voetbal 1986
De African Cup of Nations 1986 was de vijftiende editie van de Afrika Cup, het kampioenschap voor nationale voetbalelftallen. Het werd voor de derde maal in Egypte georganiseerd en vond plaats van 7 tot en met 21 maart. Er werd gespeeld in de steden Caïro en Alexandrië. Egypte (gastland) en Kameroen (titelverdediger) waren automatisch geplaatst voor de eindronde. Voor de zevende keer in de geschiedenis van de Afrika Cup won het gastland het kampioenschap. Egypte was het tweede land, na Ghana, die de Afrika Cup drie keer won.

## Kwalificatie

### Voorronde
|                    |        |       |              |        |
| «onderlinge duels» | Gambia | 3 – 2 | Sierra Leone | Gambia |
| «onderlinge duels» |        |       |              | Gambia |

|                    |              |       |        |              |
| «onderlinge duels» | Sierra Leone | 2 – 0 | Gambia | Sierra Leone |
| «onderlinge duels» |              |       |        | Sierra Leone |

Sierra Leone plaatst zich voor de eerste ronde.
|                    |         |       |            |         |
| «onderlinge duels» | Liberia | 3 – 1 | Mauritanië | Liberia |
| «onderlinge duels» |         |       |            | Liberia |

|                    |            |       |         |            |
| «onderlinge duels» | Mauritanië | 3 – 0 | Liberia | Mauritanië |
| «onderlinge duels» |            |       |         | Mauritanië |

Mauritanië plaatst zich voor de eerste ronde.
|                    |      |       |       |      |
| «onderlinge duels» | Mali | 1 – 0 | Benin | Mali |
| «onderlinge duels» |      |       |       | Mali |

|                    |       |       |      |       |
| «onderlinge duels» | Benin | 2 – 2 | Mali | Benin |
| «onderlinge duels» |       |       |      | Benin |

Mali plaatst zich voor de eerste ronde.
|                    |           |       |            |           |
| «onderlinge duels» | Mauritius | 0 – 0 | Mozambique | Mauritius |
| «onderlinge duels» |           |       |            | Mauritius |

|                    |            |       |           |            |
| «onderlinge duels» | Mozambique | 3 – 0 | Mauritius | Mozambique |
| «onderlinge duels» |            |       |           | Mozambique |

Mozambique plaatst zich voor de eerste ronde.
|                    |         |       |       |         |
| «onderlinge duels» | Somalië | 1 – 0 | Kenia | Somalië |
| «onderlinge duels» |         |       |       | Somalië |

|                    |               |       |         |       |
| «onderlinge duels» | Kenia         | 1 – 0 | Somalië | Kenia |
| «onderlinge duels» |               |       |         | Kenia |
| «onderlinge duels» | Strafschoppen |       |         | Kenia |
| «onderlinge duels» | 4 – 3         |       |         | Kenia |

Kenia won na strafschoppen (4–3) en plaatst zich voor de eerste ronde.
|                    |          |       |         |          |
| «onderlinge duels» | Tanzania | 0 – 1 | Oeganda | Tanzania |
| «onderlinge duels» |          |       |         | Tanzania |

|                    |         |       |          |         |
| «onderlinge duels» | Oeganda | 1 – 3 | Tanzania | Oeganda |
| «onderlinge duels» |         |       |          | Oeganda |

Tanzania plaatst zich voor de eerste ronde.
|                    |       |       |       |       |
| «onderlinge duels» | Zaïre | 2 – 0 | Gabon | Zaïre |
| «onderlinge duels» |       |       |       | Zaïre |

|                    |       |       |       |       |
| «onderlinge duels» | Gabon | 1 – 1 | Zaïre | Gabon |
| «onderlinge duels» |       |       |       | Gabon |

Zaïre plaatst zich voor de eerste ronde.
|                    |          |       |           |          |
| «onderlinge duels» | Zimbabwe | 3 – 0 | Swaziland | Zimbabwe |
| «onderlinge duels» |          |       |           | Zimbabwe |

|                    |           |       |          |           |
| «onderlinge duels» | Swaziland | 1 – 5 | Zimbabwe | Swaziland |
| «onderlinge duels» |           |       |          | Swaziland |

Zimbabwe plaatst zich voor de eerste ronde.

### Eerste ronde
|                                 |                                                              |       |            |                              |
| 8 maart 1985 «onderlinge duels» | Algerije                                                     | 4 – 0 | Mauritanië | 5 juli 1962 stadion, Algiers |
| 8 maart 1985 «onderlinge duels» | Belloumi 6' (penf) Bouiche 27f' Cisse 58' (o.g.f) Menad 68f' |       |            | 5 juli 1962 stadion, Algiers |

|                                  |            |       |              |            |
| 22 maart 1985 «onderlinge duels» | Mauritanië | 1 – 1 | Algerije     | Mauritanië |
| 22 maart 1985 «onderlinge duels» | Dieng 19f' |       | Bouiche 43f' | Mauritanië |

Algerije plaatst zich voor de tweede ronde.
|                    |                   |       |       |                   |
| «onderlinge duels» | Congo-Brazzaville | 2 – 5 | Zaïre | Congo-Brazzaville |
| «onderlinge duels» |                   |       |       | Congo-Brazzaville |

|                    |       |       |                   |       |
| «onderlinge duels» | Zaïre | 0 – 0 | Congo-Brazzaville | Zaïre |
| «onderlinge duels» |       |       |                   | Zaïre |

Zaïre plaatst zich voor de tweede ronde.
|                    |           |       |      |           |
| «onderlinge duels» | Ivoorkust | 6 – 0 | Mali | Ivoorkust |
| «onderlinge duels» |           |       |      | Ivoorkust |

|                    |      |       |           |      |
| «onderlinge duels» | Mali | 1 – 1 | Ivoorkust | Mali |
| «onderlinge duels» |      |       |           | Mali |

Ivoorkust plaatst zich voor de tweede ronde.
|                    |       |       |        |       |
| «onderlinge duels» | Ghana | 1 – 1 | Guinee | Ghana |
| «onderlinge duels» |       |       |        | Ghana |

|                    |        |       |       |        |
| «onderlinge duels» | Guinee | 1 – 4 | Ghana | Guinee |
| «onderlinge duels» |        |       |       | Guinee |

Ghana plaatst zich voor de tweede ronde.
|                    |       |       |         |       |
| «onderlinge duels» | Libië | 2 – 0 | Tunesië | Libië |
| «onderlinge duels» |       |       |         | Libië |

|                    |         |       |       |         |
| «onderlinge duels» | Tunesië | 1 – 0 | Libië | Tunesië |
| «onderlinge duels» |         |       |       | Tunesië |

Libië plaatst zich voor de tweede ronde.
|                    |            |       |          |            |
| «onderlinge duels» | Madagaskar | 0 – 1 | Zimbabwe | Madagaskar |
| «onderlinge duels» |            |       |          | Madagaskar |

|                    |          |       |            |          |
| «onderlinge duels» | Zimbabwe | 5 – 2 | Madagaskar | Zimbabwe |
| «onderlinge duels» |          |       |            | Zimbabwe |

Zimbabwe plaatst zich voor de tweede ronde.
|                    |        |       |            |        |
| «onderlinge duels» | Malawi | 1 – 1 | Mozambique | Malawi |
| «onderlinge duels» |        |       |            | Malawi |

|                    |               |       |        |            |
| «onderlinge duels» | Mozambique    | 1 – 1 | Malawi | Mozambique |
| «onderlinge duels» |               |       |        | Mozambique |
| «onderlinge duels» | Strafschoppen |       |        | Mozambique |
| «onderlinge duels» | 6 – 5         |       |        | Mozambique |

Mozambique won na strafschoppen (6–5) en plaatst zich voor de tweede ronde.
|                    |      |       |         |      |
| «onderlinge duels» | Togo | 0 – 1 | Senegal | Togo |
| «onderlinge duels» |      |       |         | Togo |

|                    |         |       |      |         |
| «onderlinge duels» | Senegal | 1 – 1 | Togo | Senegal |
| «onderlinge duels» |         |       |      | Senegal |

Senegal plaatst zich voor de tweede ronde.
|                    |       |          |        |  |
| «onderlinge duels» | Kenia | Walkover | Soedan |  |
| «onderlinge duels» |       |          |        |  |

Soedan trok zich terug, Kenia plaatst zich voor de tweede ronde.
|                    |         |          |              |  |
| «onderlinge duels» | Marokko | Walkover | Sierra Leone |  |
| «onderlinge duels» |         |          |              |  |

Sierra Leone trok zich terug, Marokko plaatst zich voor de tweede ronde.
|                    |         |          |          |  |
| «onderlinge duels» | Nigeria | Walkover | Tanzania |  |
| «onderlinge duels» |         |          |          |  |

Tanzania trok zich terug, Nigeria plaatst zich voor de tweede ronde.
|                    |        |          |          |  |
| «onderlinge duels» | Zambia | Walkover | Ethiopië |  |
| «onderlinge duels» |        |          |          |  |

Ethiopië trok zich terug, Zambia plaatst zich voor de tweede ronde.

### Tweede ronde
|                    |           |       |       |           |
| «onderlinge duels» | Ivoorkust | 2 – 0 | Ghana | Ivoorkust |
| «onderlinge duels» |           |       |       | Ivoorkust |

|                    |       |       |           |       |
| «onderlinge duels» | Ghana | 0 – 0 | Ivoorkust | Ghana |
| «onderlinge duels» |       |       |           | Ghana |

Ivoorkust plaatst zich voor het hoofdtoernooi.
|                                    |       |       |          |       |
| 4 augustus 1985 «onderlinge duels» | Kenia | 0 – 0 | Algerije | Kenia |
| 4 augustus 1985 «onderlinge duels» |       |       |          | Kenia |

|                                     |                                  |       |       |                              |
| 18 augustus 1985 «onderlinge duels» | Algerije                         | 3 – 0 | Kenia | 5 juli 1962 stadion, Algiers |
| 18 augustus 1985 «onderlinge duels» | Benkhalidi 16', 72f' Madjer 75f' |       |       | 5 juli 1962 stadion, Algiers |

Algerije plaatst zich voor het hoofdtoernooi.
|                    |       |       |            |       |
| «onderlinge duels» | Libië | 2 – 1 | Mozambique | Libië |
| «onderlinge duels» |       |       |            | Libië |

|                    |               |       |       |            |
| «onderlinge duels» | Mozambique    | 2 – 1 | Libië | Mozambique |
| «onderlinge duels» |               |       |       | Mozambique |
| «onderlinge duels» | Strafschoppen |       |       | Mozambique |
| «onderlinge duels» | 4 – 3         |       |       | Mozambique |

Mozambique won na strafschoppen (4–3) en plaatst zich voor het hoofdtoernooi.
|                    |         |       |       |         |
| «onderlinge duels» | Marokko | 1 – 0 | Zaïre | Marokko |
| «onderlinge duels» |         |       |       | Marokko |

|                    |       |       |         |       |
| «onderlinge duels» | Zaïre | 0 – 0 | Marokko | Zaïre |
| «onderlinge duels» |       |       |         | Zaïre |

Marokko plaatst zich voor het hoofdtoernooi.
|                    |         |       |        |         |
| «onderlinge duels» | Nigeria | 0 – 0 | Zambia | Nigeria |
| «onderlinge duels» |         |       |        | Nigeria |

|                    |        |       |         |        |
| «onderlinge duels» | Zambia | 1 – 0 | Nigeria | Zambia |
| «onderlinge duels» |        |       |         | Zambia |

Zambia plaatst zich voor het hoofdtoernooi.
|                    |          |       |         |          |
| «onderlinge duels» | Zimbabwe | 1 – 0 | Senegal | Zimbabwe |
| «onderlinge duels» |          |       |         | Zimbabwe |

|                    |         |       |          |         |
| «onderlinge duels» | Senegal | 3 – 0 | Zimbabwe | Senegal |
| «onderlinge duels» |         |       |          | Senegal |

Senegal plaatst zich voor het hoofdtoernooi.

## Gekwalificeerde landen
| Land         | Aantal deelnames | Deelnames op rij | Vorige deelname |
| ------------ | ---------------- | ---------------- | --------------- |
| Algerije     | 5e               | 4                | 1984            |
| Egypte (g)   | 10e              | 2                | 1984            |
| Ivoorkust    | 7e               | 2                | 1984            |
| Kameroen (t) | 5e               | 3                | 1984            |
| Marokko      | 5e               | 1                | 1980            |
| Mozambique   | 1e               | 1                | -               |
| Senegal      | 3e               | 1                | 1968            |
| Zambia       | 4e               | 1                | 1982            |

t = titelverdediger, g = gastland

## Speelsteden
| Caïro                       | · Caïro Alexandrië | Alexandrië         |
| --------------------------- | ------------------ | ------------------ |
| Caïro International Stadion | · Caïro Alexandrië | Alexandrië Stadion |
|                             | · Caïro Alexandrië |                    |
| Capaciteit: 95.000          | · Caïro Alexandrië | Capaciteit: 13.660 |

## Groepsfase

### Groep A
| Land       | Wed | Win | Gel | Ver | DV | DT | +/− | Pnt |
| ---------- | --- | --- | --- | --- | -- | -- | --- | --- |
| Egypte     | 3   | 2   | 0   | 1   | 4  | 1  | +3  | 4   |
| Ivoorkust  | 3   | 2   | 0   | 1   | 4  | 2  | +2  | 4   |
| Senegal    | 3   | 2   | 0   | 1   | 3  | 1  | +2  | 4   |
| Mozambique | 3   | 0   | 0   | 3   | 0  | 7  | –7  | 0   |

|                                 |          |                  |        | |
| 7 maart 1986 «onderlinge duels» | Senegal  | 1 – 0            | Egypte | Caïro Internationaal Stadion, Caïro Toeschouwers: 45.000 Scheidsrechter: Edwin Picon-Ackong ( Mauritius) |
| 7 maart 1986 «onderlinge duels» | Youm 67' | Wedstrijdverslag |        | Caïro Internationaal Stadion, Caïro Toeschouwers: 45.000 Scheidsrechter: Edwin Picon-Ackong ( Mauritius) |

|                                 |                              |                  |            | |
| 7 maart 1986 «onderlinge duels» | Ivoorkust                    | 3 – 0            | Mozambique | Caïro Internationaal Stadion, Caïro Toeschouwers: 45.000 Scheidsrechter: Gebreyesus Tesfaye ( Ethiopië) |
| 7 maart 1986 «onderlinge duels» | A. Traoré 25', 74' N'Dri 86' | Wedstrijdverslag |            | Caïro Internationaal Stadion, Caïro Toeschouwers: 45.000 Scheidsrechter: Gebreyesus Tesfaye ( Ethiopië) |

|                                  |                      |                  |            | |
| 10 maart 1986 «onderlinge duels» | Senegal              | 2 – 0            | Mozambique | Caïro Internationaal Stadion, Caïro Toeschouwers: 50.000 Scheidsrechter: Festus Okubule ( Nigeria) |
| 10 maart 1986 «onderlinge duels» | Fall 28' Bocandé 83' | Wedstrijdverslag |            | Caïro Internationaal Stadion, Caïro Toeschouwers: 50.000 Scheidsrechter: Festus Okubule ( Nigeria) |

|                                  |                           |                  |           |                                                                                                   |
| 10 maart 1986 «onderlinge duels» | Egypte                    | 2 – 0            | Ivoorkust | Caïro Internationaal Stadion, Caïro Toeschouwers: 50.000 Scheidsrechter: Bester Kalombo ( Malawi) |
| 10 maart 1986 «onderlinge duels» | Gharib 73' Abdelhamid 83' | Wedstrijdverslag |           | Caïro Internationaal Stadion, Caïro Toeschouwers: 50.000 Scheidsrechter: Bester Kalombo ( Malawi) |

|                                  |               |                  |         | |
| 13 maart 1986 «onderlinge duels» | Ivoorkust     | 1 – 0            | Senegal | Caïro Internationaal Stadion, Caïro Toeschouwers: 55.000 Scheidsrechter: Jean-Fidele Diramba ( Gabon) |
| 13 maart 1986 «onderlinge duels» | A. Traoré 71' | Wedstrijdverslag |         | Caïro Internationaal Stadion, Caïro Toeschouwers: 55.000 Scheidsrechter: Jean-Fidele Diramba ( Gabon) |

|                                  |                   |                  |            |                                                                                                   |
| 13 maart 1986 «onderlinge duels» | Egypte            | 2 – 0            | Mozambique | Caïro Internationaal Stadion, Caïro Toeschouwers: 55.000 Scheidsrechter: Ally Hafidhi ( Tanzania) |
| 13 maart 1986 «onderlinge duels» | Abouzeid 13', 15' | Wedstrijdverslag |            | Caïro Internationaal Stadion, Caïro Toeschouwers: 55.000 Scheidsrechter: Ally Hafidhi ( Tanzania) |

### Groep B
| Land     | Wed | Win | Gel | Ver | DV | DT | +/− | Pnt |
| -------- | --- | --- | --- | --- | -- | -- | --- | --- |
| Kameroen | 3   | 2   | 1   | 0   | 7  | 5  | +2  | 5   |
| Marokko  | 3   | 1   | 2   | 0   | 2  | 1  | +1  | 4   |
| Algerije | 3   | 0   | 2   | 1   | 2  | 3  | –1  | 2   |
| Zambia   | 3   | 0   | 1   | 2   | 2  | 4  | –2  | 1   |

|                                 |                  |       |         |                                                                                              |
| 8 maart 1986 «onderlinge duels» | Algerije         | 0 – 0 | Marokko | Alexandrië Stadion, Alexandrië Toeschouwers: 12.000 Scheidsrechter: Ali Bennaceur ( Tunesië) |
| 8 maart 1986 «onderlinge duels» | Wedstrijdverslag |       |         | Alexandrië Stadion, Alexandrië Toeschouwers: 12.000 Scheidsrechter: Ali Bennaceur ( Tunesië) |

|                                 |                                  |                  |                               |                                                                                            |
| 8 maart 1986 «onderlinge duels» | Kameroen                         | 3 – 2            | Zambia                        | Alexandrië Stadion, Alexandrië Toeschouwers: 20.000 Scheidsrechter: Idrissa Traoré ( Mali) |
| 8 maart 1986 «onderlinge duels» | Milla 46' M'Fédé 67', 82' (pen.) | Wedstrijdverslag | Chabala 65' Bwalya 77' (pen.) | Alexandrië Stadion, Alexandrië Toeschouwers: 20.000 Scheidsrechter: Idrissa Traoré ( Mali) |

|                                  |                  |       |        |                                                                                           |
| 11 maart 1986 «onderlinge duels» | Algerije         | 0 – 0 | Zambia | Alexandrië Stadion, Alexandrië Toeschouwers: 4.000 Scheidsrechter: Karim Camara ( Guinee) |
| 11 maart 1986 «onderlinge duels» | Wedstrijdverslag |       |        | Alexandrië Stadion, Alexandrië Toeschouwers: 4.000 Scheidsrechter: Karim Camara ( Guinee) |

|                                  |           |                  |            |                                                                                                 |
| 11 maart 1986 «onderlinge duels» | Kameroen  | 1 – 1            | Marokko    | Alexandrië Stadion, Alexandrië Toeschouwers: 4.000 Scheidsrechter: Frank Valdemarca ( Zimbabwe) |
| 11 maart 1986 «onderlinge duels» | Milla 89' | Wedstrijdverslag | Krimau 63' | Alexandrië Stadion, Alexandrië Toeschouwers: 4.000 Scheidsrechter: Frank Valdemarca ( Zimbabwe) |

|                                  |                     |                  |        |                                                                                              |
| 14 maart 1986 «onderlinge duels» | Marokko             | 1 – 0            | Zambia | Alexandrië Stadion, Alexandrië Toeschouwers: 10.000 Scheidsrechter: Simon Bantsimba ( Congo) |
| 14 maart 1986 «onderlinge duels» | Chilengi 18' (e.d.) | Wedstrijdverslag |        | Alexandrië Stadion, Alexandrië Toeschouwers: 10.000 Scheidsrechter: Simon Bantsimba ( Congo) |

|                                  |                               |                  |                      |                                                                                            |
| 14 maart 1986 «onderlinge duels» | Kameroen                      | 3 – 2            | Algerije             | Alexandrië Stadion, Alexandrië Toeschouwers: 10.000 Scheidsrechter: Badou Jasseh ( Gambia) |
| 14 maart 1986 «onderlinge duels» | Kana-Biyik 66', 70' Milla 72' | Wedstrijdverslag | Madjer 61' Maroc 73' | Alexandrië Stadion, Alexandrië Toeschouwers: 10.000 Scheidsrechter: Badou Jasseh ( Gambia) |

## Knock-outfase
|  | halve finale          | halve finale     |       |                  | finale           | finale |
|  |                       |                  |       |                  |                  |        |
|  | 17 maart – Alexandrië |                  |       |                  |                  |        |
|  | Kameroen              | 1                |       |                  |                  |        |
|  | Ivoorkust             | 0                |       |                  |                  |        |
|  |                       |                  |       |                  |                  |        |
|  |                       |                  |       |                  | 21 maart – Caïro |        |
|  |                       |                  |       |                  | Kameroen         | 0 (4)  |
|  |                       | Egypte           | 0 (5) |                  |                  |        |
|  |                       |                  |       |                  |                  |        |
|  |                       |                  |       |                  | derde plaats     |        |
|  | 17 maart – Caïro      | 17 maart – Caïro |       | 20 maart – Caïro | 20 maart – Caïro |        |
|  | Egypte                | 1                |       | Ivoorkust        | 3                |        |
|  | Marokko               | 0                |       |                  | Marokko          | 2      |

### Halve finale
|                                  |           |                  |           | |
| 17 maart 1986 «onderlinge duels» | Kameroen  | 1 – 0            | Ivoorkust | Alexandrië Stadion, Alexandrië Toeschouwers: 10.000 Scheidsrechter: Edwin Picon-Ackong ( Mauritius) |
| 17 maart 1986 «onderlinge duels» | Milla 46' | Wedstrijdverslag |           | Alexandrië Stadion, Alexandrië Toeschouwers: 10.000 Scheidsrechter: Edwin Picon-Ackong ( Mauritius) |

|                                  |              |                  |         | |
| 17 maart 1986 «onderlinge duels» | Egypte       | 1 – 0            | Marokko | Caïro Internationaal Stadion, Caïro Toeschouwers: 95.000 Scheidsrechter: Gebreyesus Tesfaye ( Ethiopië) |
| 17 maart 1986 «onderlinge duels» | Abouzeid 79' | Wedstrijdverslag |         | Caïro Internationaal Stadion, Caïro Toeschouwers: 95.000 Scheidsrechter: Gebreyesus Tesfaye ( Ethiopië) |

### Troostfinale
|                                  |                                           |                  |                      | |
| 20 maart 1986 «onderlinge duels» | Ivoorkust                                 | 3 – 2            | Marokko              | Caïro Internationaal Stadion, Caïro Toeschouwers: 5.000 Scheidsrechter: Frank Valdemarca ( Zimbabwe) |
| 20 maart 1986 «onderlinge duels» | Ben Salah 8' Kassi-Kouadio 38', 68' (pen) | Wedstrijdverslag | Rhiati 44' Sahil 85' | Caïro Internationaal Stadion, Caïro Toeschouwers: 5.000 Scheidsrechter: Frank Valdemarca ( Zimbabwe) |

### Finale
|                                  |                                              |       |                                             |                                                                                                   |
| 21 maart 1986 «onderlinge duels» | Egypte                                       | 0 – 0 | Kameroen                                    | Caïro Internationaal Stadion, Caïro Toeschouwers: 95.000 Scheidsrechter: Ali Bennaceur ( Tunesië) |
| 21 maart 1986 «onderlinge duels» | Wedstrijdverslag                             |       |                                             | Caïro Internationaal Stadion, Caïro Toeschouwers: 95.000 Scheidsrechter: Ali Bennaceur ( Tunesië) |
| 21 maart 1986 «onderlinge duels» | Strafschoppen                                |       |                                             | Caïro Internationaal Stadion, Caïro Toeschouwers: 95.000 Scheidsrechter: Ali Bennaceur ( Tunesië) |
| 21 maart 1986 «onderlinge duels» | Yehia Abdelghani Abdou Mayhoub Shehata Kasem | 5 – 4 | M'Fédé Kundé M'Bida Milla Aoudou Kana-Biyik | Caïro Internationaal Stadion, Caïro Toeschouwers: 95.000 Scheidsrechter: Ali Bennaceur ( Tunesië) |

| Afrikaans kampioenschap voetbal Winnaar 1988 |
| -------------------------------------------- |
| EGYPTE 3de titel                             |

## Doelpuntenmakers
4 doelpunten
- Roger Milla

3 doelpunten
- Abdoulaye Traoré
- Taher Abouzeid

2 doelpunten
- André Kana-Biyik

- Louis-Paul M'Fédé

- Lucien Kassi-Kouadio

1 doelpunt
- Rabah Madjer
- Karim Maroc
- Shawky Gharib
- Gamal Abdelhamid
- Kouassi N'Dri

- Oumar Ben Salah
- Abdelkrim Merry "Krimau"
- Abdelfettah Rhiati
- Mohammed Sahil
- Jules Bocandé

- Pape Fall
- Thierno Youm
- Kalusha Bwalya
- Michael Chabala

Eigen doelpunt
- Jones Chilengi (Tegen Marokko)